# مرجان کلهر
مرجان کلهر (زادهٔ ۳۰ تیر ۱۳۶۷ در تهران) اسکی‌باز زن ایرانی رشتهٔ آلپاین است. وی از ۴ سالگی تمریانات خود در این رشته را در پیست دیزین آغاز نموده و اولین مقام جهانی خود را در سن ۱۱ سالگی کسب نمود. او در المپیک زمستانی ۲۰۱۰ ونکوور به عنوان اولین اسکی‌باز زن ایرانی در المپیک زمستانی حضور یافت.
رستم کلهر برادر مرجان کلهر مربی وی بوده‌است.

## المپیک زمستانی ۲۰۱۰ونکوور
مرجان کلهر پرچمدار کاروان ورزشی ایران در المپیک زمستانی ۲۰۱۰ بود. او در مارپیچ بزرگ بانوان با مجموع اختلاف ۳۸ ثانیه و ۲۸ صدم ثانیه از نفر اول به مقام شصتم رسید. در مارپیچ کوچک بانوان نیز با مجموع اختلاف ۳۵ ثانیه و ۷۱ صدم ثانیه از نفر اول به مقام پنجاه و پنجم رسید.